# Parsów
Parsów (deutsch Wartenberg) ist ein Dorf in der Woiwodschaft Westpommern in Polen. Es gehört zur Gmina Bielice (Gemeinde Beelitz)  im Powiat Pyrzycki (Pyritzer Kreis).

## Geschichte
Die scheinbar erste urkundliche Nennung des Dorfes steht in einer Urkunde, mit der Herzog Barnim I. von Pommern im Jahre 1226 dem Kloster Kolbatz seinen Besitz bestätigt haben soll, darunter „Wardenberge“. Die Urkunde ist aber als unecht erkannt; Wartenberg wurde erst 1255 durch das Kloster Kolbatz erworben.
Bis 1945 bildete Wartenberg eine Landgemeinde im Kreis Pyritz der preußischen Provinz Pommern. Zur Landgemeinde gehörten auch die Wohnplätze Wartenberg Ausbau und Windmühle. Die Gemeinde zählte im Jahre 1910 543 Einwohner, im Jahre 1925 538 Einwohner in 128 Haushaltungen, und im Jahre 1939 558 Einwohner.
Nach dem Zweiten Weltkrieg kam Wartenberg, wie ganz Hinterpommern, an Polen. Es erhielt den polnischen Ortsnamen „Parsów“.

## Persönlichkeiten
- Samuel Plaster (1618–1678), deutscher evangelischer Geistlicher und theologischer Schriftsteller, war Pastor in Wartenberg